# Coprophanaeus saphirinus
Coprophanaeus saphirinus är en skalbaggsart som beskrevs av Sturm 1826. Coprophanaeus saphirinus ingår i släktet Coprophanaeus och familjen bladhorningar. Utöver nominatformen finns också underarten C. s. chabrillaci.

## Bildgalleri

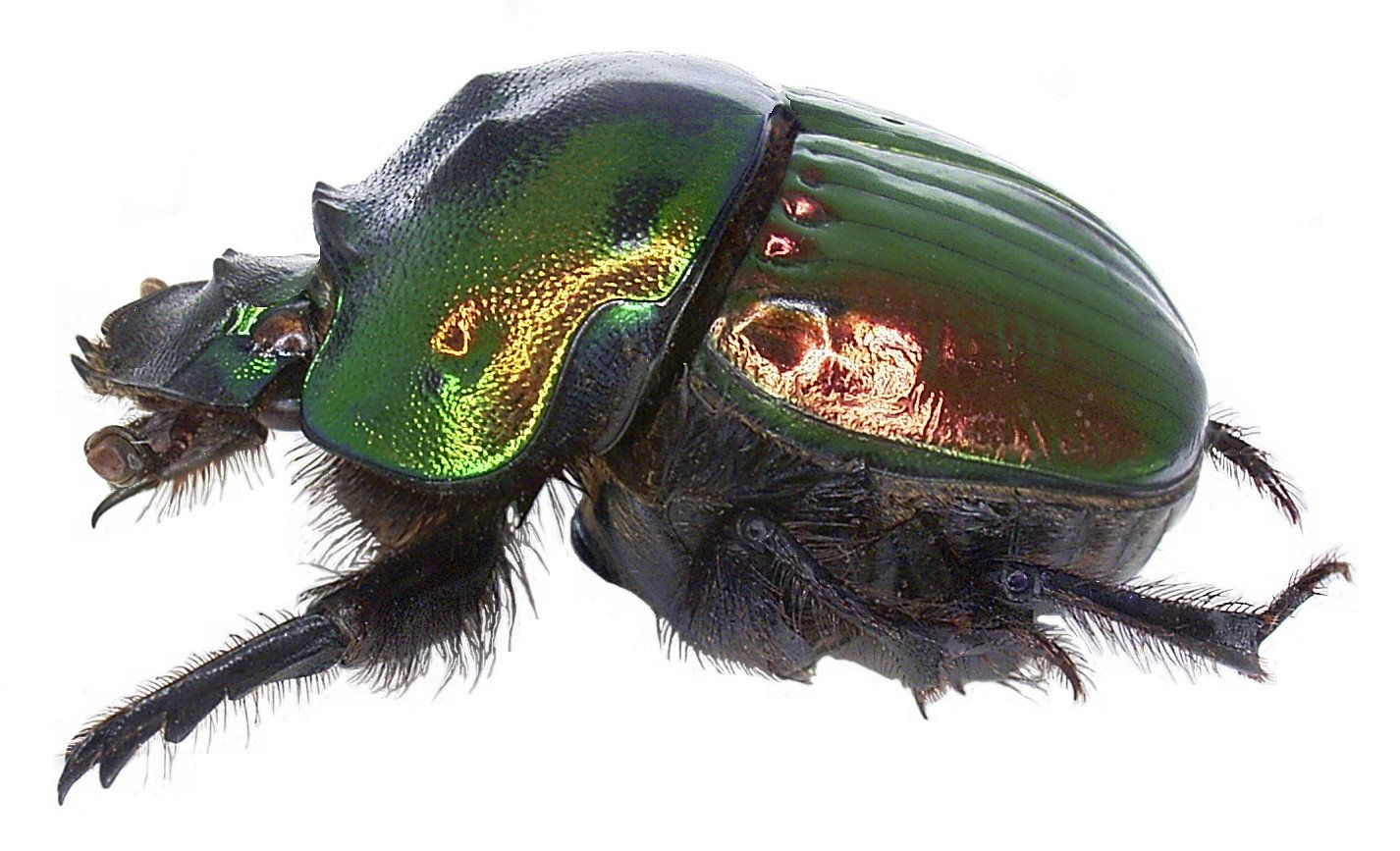
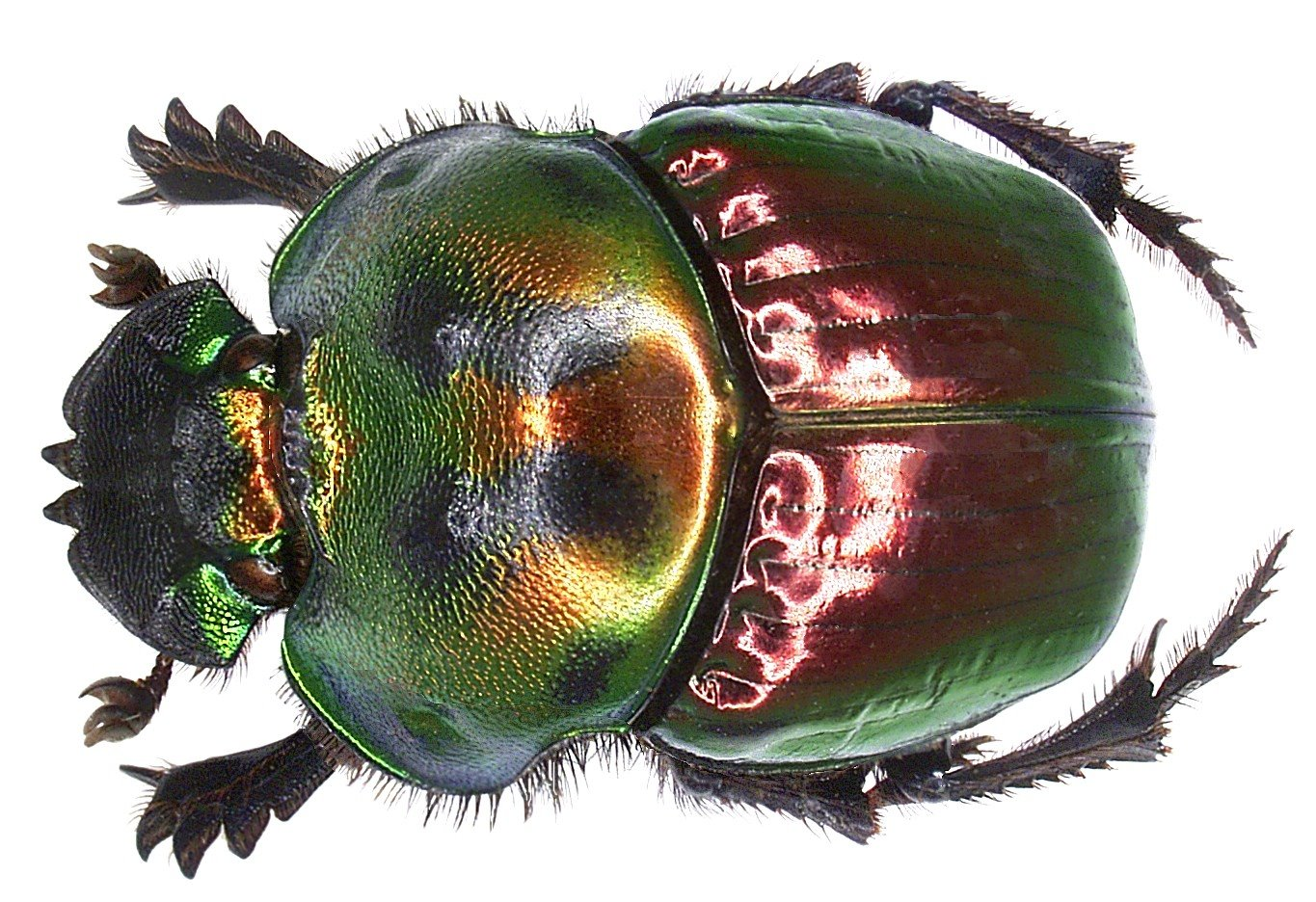
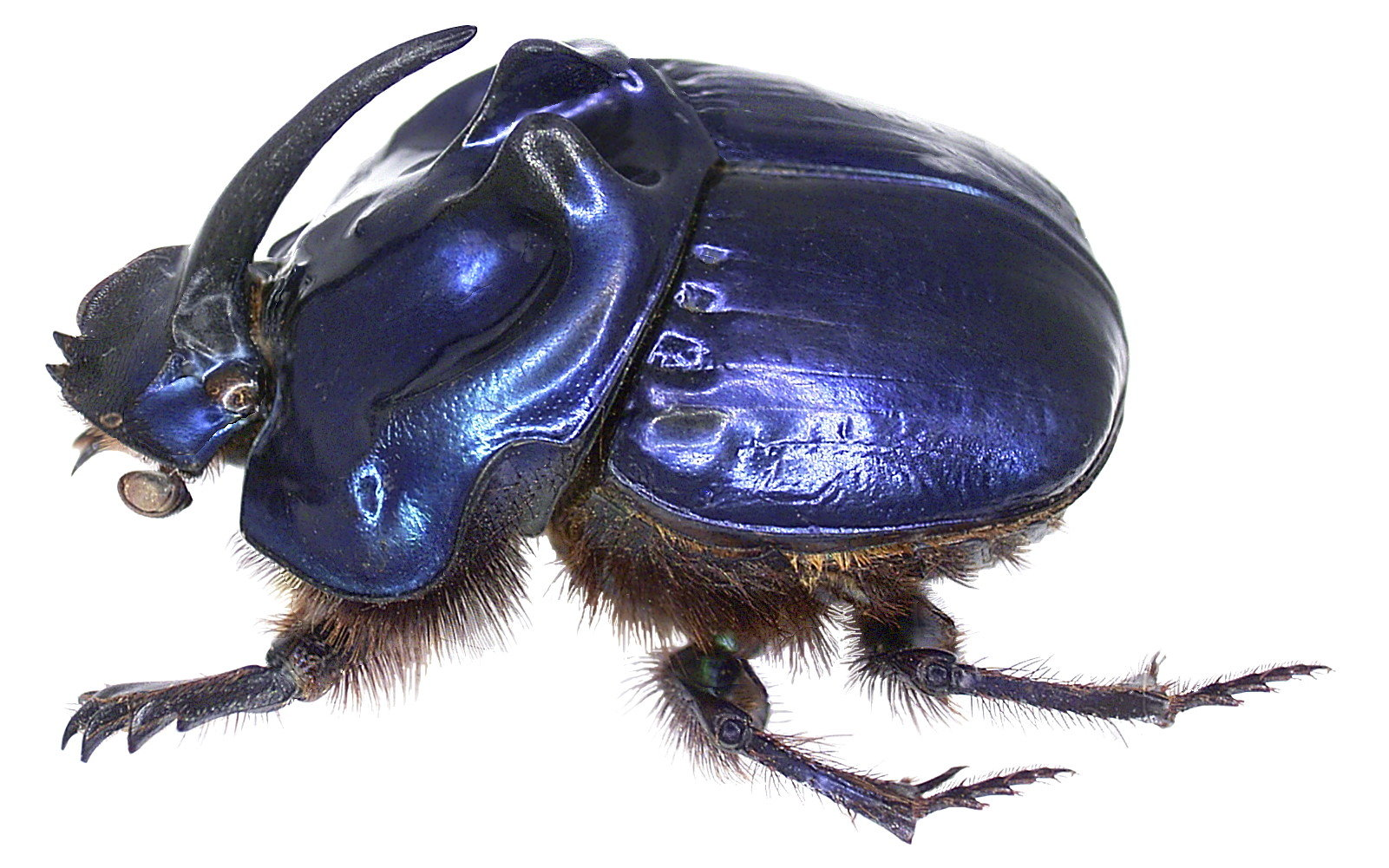